# Acraea lycioides
Acraea lycioides är en fjärilsart som beskrevs av Carpenter 1931. Acraea lycioides ingår i släktet Acraea och familjen praktfjärilar. Inga underarter finns listade i Catalogue of Life.